# Пшедбуж (гміна)
Гміна Пшедбуж (пол. Gmina Przedbórz) — місько-сільська гміна у центральній Польщі. Належить до Радомщанського повіту Лодзинського воєводства.
Станом на 31 грудня 2011 у гміні проживало 7473 особи.

## Площа
Згідно з даними за 2007 рік площа гміни становила 189.94 км², у тому числі:
- орні землі: 40.00%
- ліси: 53.00%

Таким чином, площа гміни становить 13.16% площі повіту.

## Населення
Станом на 31 грудня 2011:
| Опис     | Загалом | Загалом | Чоловіки | Чоловіки | Жінки | Жінки |
| -------- | ------- | ------- | -------- | -------- | ----- | ----- |
| одиниця  | осіб    | %       | осіб     | %        | осіб  | %     |
| все      | 7473    | 100     | 3732     | 49.94    | 3741  | 50.06 |
| міське   | 3753    | 100     | 1814     | 48.33    | 1939  | 51.67 |
| сільське | 3720    | 100     | 1918     | 51.56    | 1802  | 48.44 |

## Сусідні гміни
Гміна Пшедбуж межує з такими гмінами: Александрув, Ключевсько, Красоцин, Масловіце, Ренчно, Фалкув.